# Čokoládové mléko

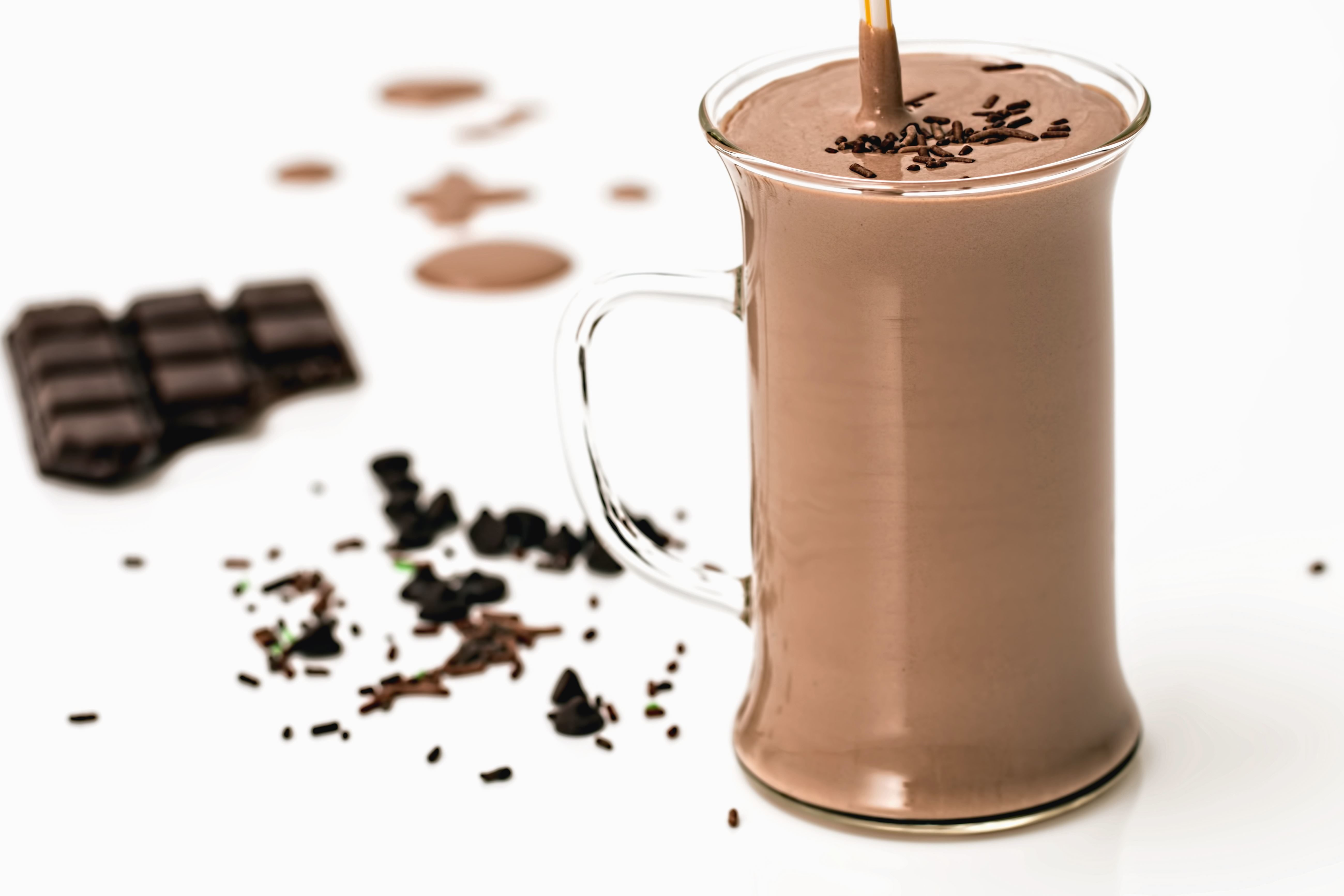
Sklenice čokoládového mléka

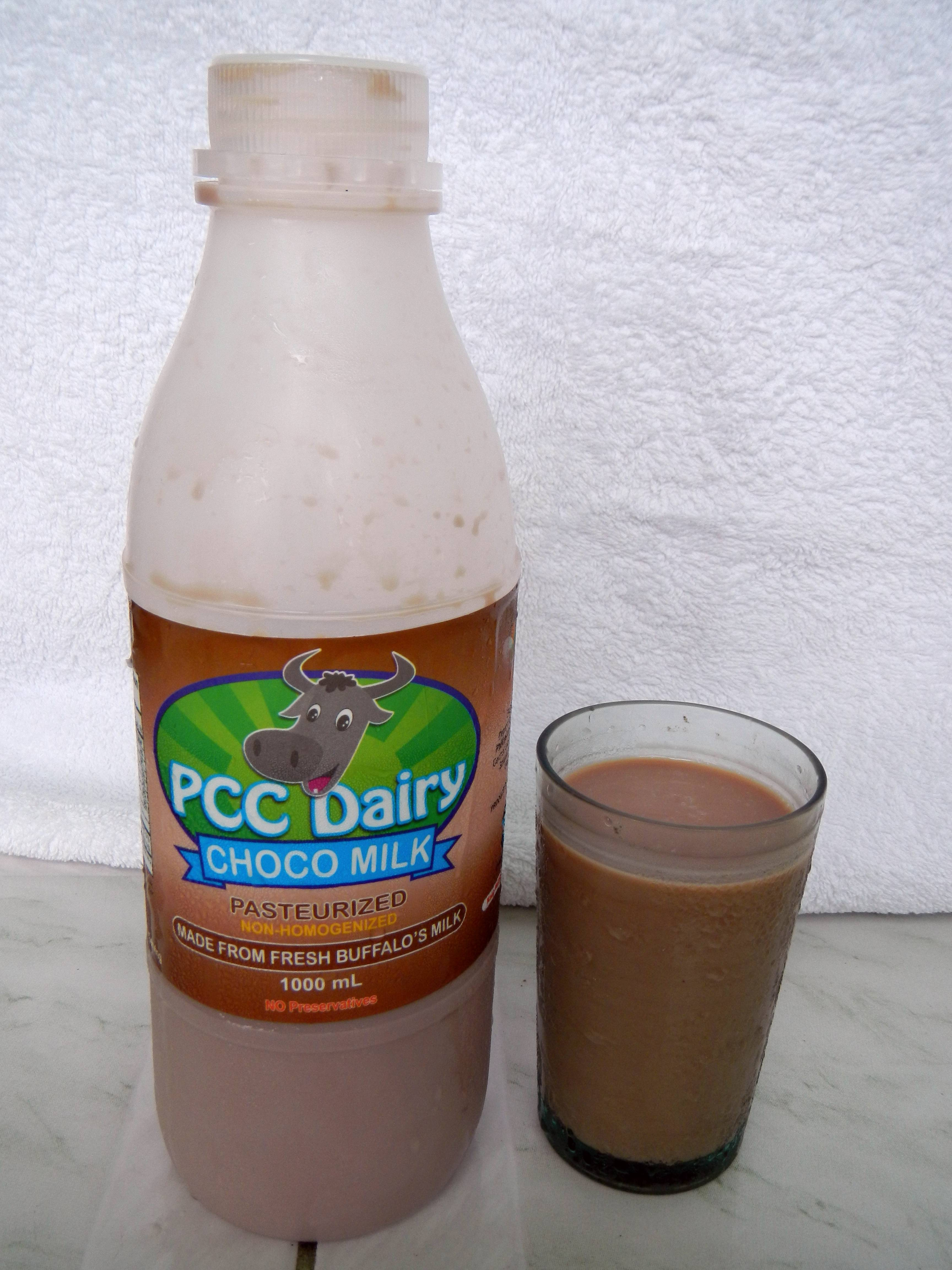
Lahev buvolího čokoládového mléka

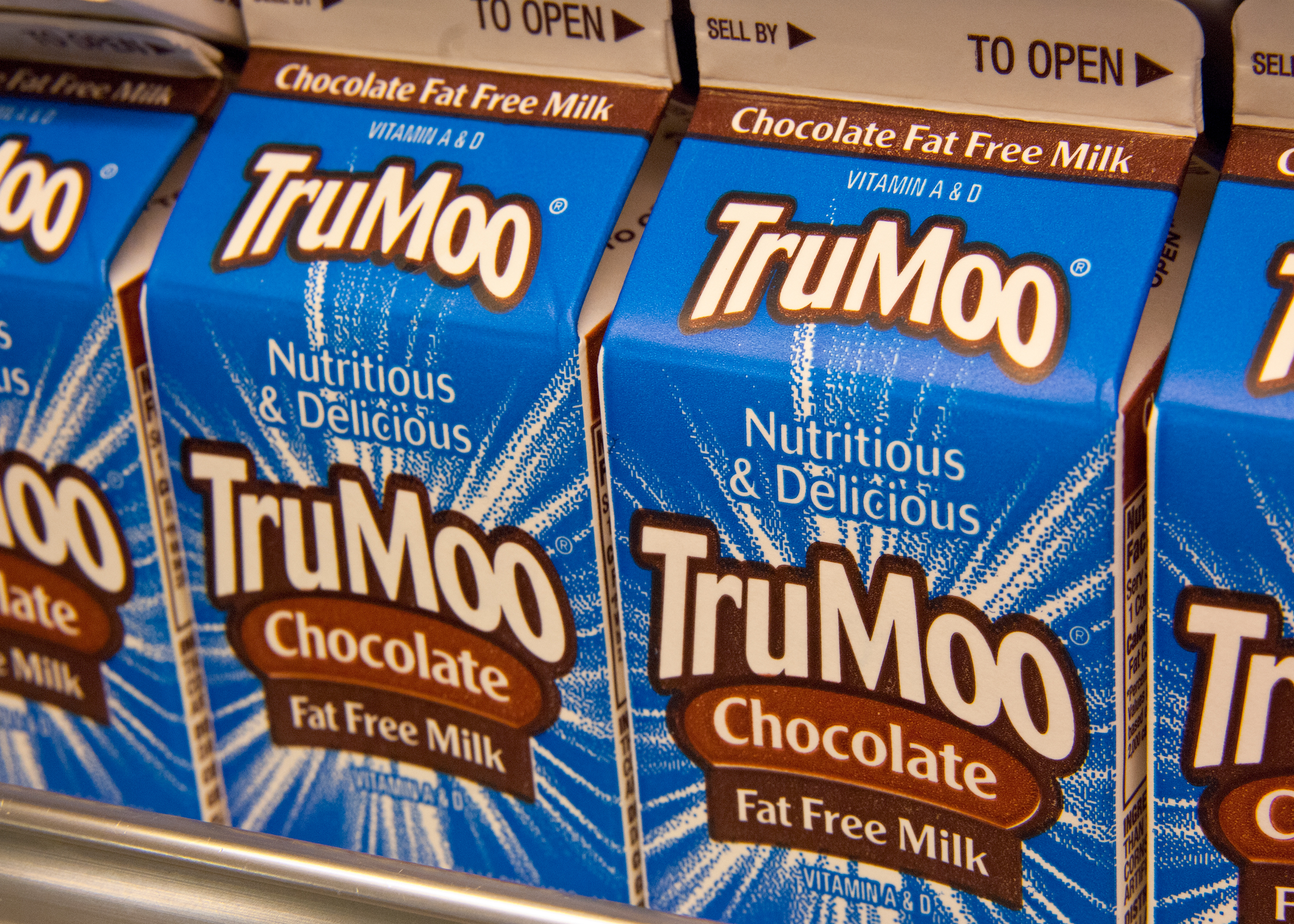
Kartonové krabice s čokoládovým mlékem

Čokoládová mléko je ochucené mléko s příchutí čokolády. Základem je mléko (obvykle kravské, ale může být použito i jiné, např. rostlinné) a kakaový prášek (případně čokoláda nebo kakaový sirup), obvykle se přidává ještě cukr nebo jiné sladidlo.
Čokoládové mléko má mnoho variant. Domácí čokoládové mléko má často ten problém, že se čokoládový sediment usazuje u dna, což lze vyřešit protřepáním. V průmyslově vyráběném čokoládovém mléce k usazování sedimentu nedochází, díky dalším ingrediencím, které jsou do mléka přidány (například karagenan). Mezi další nejčastěji přidávané ingredience do průmyslově vyráběného čokoládové mléka patří škrob, sůl, vanilka, umělé aroma nebo oxid zinečnatý.

## Varianty čokoládového mléka
- Čokoládové mléko existuje kromě své standardní varianty i ve formě čokoládového mléka z hořké čokolády (s větším podílem kakaové hmoty) nebo méně často i z bílé čokolády.[2][3]
- Instantní čokoládové mléko se prodává i v podobě průmyslově vyráběného prášku, který je určen k tomu, aby byl smíchán s mlékem a vzniklo tak čokoládové mléko.
- Ready to drink čokoládové mléko, průmyslově vyráběné, podávané v kartonových nebo plastových obalech.

## Historie
Mléko nebylo v Americe známo do expedice Kryštofa Kolumba v roce 1493, kakao naopak nebylo známé mimo Ameriku do roku 1520. Podle historika Jamese Delbourga docházelo k míchání mléka a kakaa pochází zhruba od roku 1494 na Jamajce. Tehdy připravovaný nápoj se podával teplý a se skořicí, spíše než jako čokoládové mléko by se ale dal klasifikovat jako horká čokoláda.
Technologii průmyslově vyráběného sušeného čokoládového mléka vynalezl na konci 19. století švýcarský podnikatel Daniel Peter (který mj. vynalezl i mléčnou čokoládou).